# A Vida É Mesmo Agora: Ao Vivo
A Vida é Mesmo Agora - Ao Vivo é o quarto álbum e o primeiro CD e DVD ao vivo da cantora Luiza Possi. Neste álbum contém músicas inéditas e regravações de seus sucessos e de outros artistas e traz um repertório que, além dos hits dos álbuns anteriores "Tudo que Há de Bom" e "Dias Iguais", composições inéditas como uma versão do Paulinho Moska para a música "Eu Não (No Voy a Ser Yo)" de Kevin Joahansen e "Me Faz Bem" (Me Haces Bien) de Jorge Drexler. Também "Verão e Inferno" de Ana Carolina e versões de "Oração ao Tempo" de Caetano Veloso, "Tango de Nanci" de Chico Buarque (sugerida pelo próprio) e "Coração de Papel". Conta também com a participação especial de Herbert Vianna, do Paralamas, na música "Quase Um Segundo", num medley com "Calling You".
| Críticas profissionais                                                      | Críticas profissionais |
| Avaliações da crítica                                                       | Avaliações da crítica  |
| Fonte                                                                       | Avaliação              |
| --------------------------------------------------------------------------- | ---------------------- |
| Canal Pop                                                                   | [ 2 ]                  |
| Ziriguidum                                                                  | (sem nota)             |
| Esta tabela precisa de ser acompanhada por texto em prosa. Consulte o guia. |                        |

## Faixas

### CD
| N.º | Título                                                  | Compositor(es)                                | Duração |  |
| 1.  | "Eu, Não (No Voy a Ser Yo)"                             | Jorge Drexler, Kevin Johansen / Versão: Moska | 3:50    |  |
| 2.  | "Verão e Inferno"                                       | Ana Carolina                                  | 3:27    |  |
| 3.  | "Me Faz Bem (Me Haces Bien)"                            | Jorge Drexler / Versão: Moska                 | 2:51    |  |
| 4.  | "Oração ao Tempo"                                       | Caetano Veloso                                | 4:44    |  |
| 5.  | "Tango de Nanci"                                        | Edu Lobo, Chico Buarque                       | 3:48    |  |
| 6.  | "Miss Celie's Blues (Sister)"                           | Quincy Jones, Rod Temperton, Lionel Richie    | 2:27    |  |
| 7.  | "Coração de Papel"                                      | Sérgio Reis                                   | 3:45    |  |
| 8.  | "Calling You / Quase um Segundo" (Part. Herbert Vianna) | Bob Telson / Herbert Vianna                   | 5:14    |  |
| 9.  | "Mulher Segundo Meu Pai"                                | Itamar Assumpção                              | 3:01    |  |
| 10. | "Rastro de Cometa"                                      | Jorge Vercillo                                | 2:23    |  |
| 11. | "Último Adeus"                                          | Moska                                         | 3:15    |  |
| 12. | "Dias Iguais (How Do Feel Tonight)" (Faixa Bônus)       | Adams, Thornalley / Versão: Rick Bonadio      | 4:13    |  |
| 13. | "Tudo Que Há de Bom (Traveling Alone)" (Faixa Bônus)    | Tony Bich / Versão: Tavinho Paes              | 3:31    |  |
| 14. | "Não Diga Que Eu Não Te Dei Nada" (Faixa Bônus)         | Moska                                         | 3:58    |  |

| Faixa Bônus Relançamento |            |                |         |  |
| N.º                      | Título     | Compositor(es) | Duração |  |
| 15.                      | "Folhetim" | Chico Buarque  | 3:53    |  |

### DVD
| N.º | Título                                                  | Duração |  |
| 1.  | "A Gandaia das Ondas / Pedra e Areia / Iemanjá"         |         |  |
| 2.  | "Eu, Não (No Voy A Ser Yo)"                             |         |  |
| 3.  | "Verão e Inferno"                                       |         |  |
| 4.  | "Tudo Que Há de Bom (Traveling Alone)"                  |         |  |
| 5.  | "Tango de Nanci"                                        |         |  |
| 6.  | "Escuta"                                                |         |  |
| 7.  | "Me Faz Bem (Me Haces Bien)"                            |         |  |
| 8.  | "Seu Nome"                                              |         |  |
| 9.  | "Dias Iguais (How Do You Feel Tonight)"                 |         |  |
| 10. | "Miss Celie's Blues (Sister)"                           |         |  |
| 11. | "Coração de Papel"                                      |         |  |
| 12. | "Calling You / Quase um Segundo" (Part. Herbert Vianna) |         |  |
| 13. | "Over the Rainbow"                                      |         |  |
| 14. | "Mulher Segundo Meu Pai"                                |         |  |
| 15. | "Não Diga Que Eu Não Te Dei Nada"                       |         |  |
| 16. | "Rastro de Cometa"                                      |         |  |
| 17. | "Oração ao Tempo"                                       |         |  |
| 18. | "Último Adeus"                                          |         |  |
| 19. | "Um Pequeno Imprevisto" (Part. Herbert Vianna) (Extras) |         |  |
| 20. | "Making Of" (Extras)                                    |         |  |

## Créditos
- Vocais – Luiza Possi.
- Backing vocal  – Jurema de Candia.
- Violões – Conrado Goys, Adriano Siqueira.
- Guitarra  – Adriano Siqueira.
- Teclado – Ivan Teixeira, Paulo Calasans.
- Piano – Paulo Calasans.
- Bateria  – Ramon Montagmer.
- Baixo  – Bruno Coppini.
- Percussão – Marcos Suzano.
- Cello  – Marcio Mallard.

### Produção
- Direção  – Pedro Neschling e Raphael Vieira.
- Direção Musical  – Bruno Coppini e Paulo Calasans.

## Release
Há canção para se ouvir sentado; outra, para se apreciar no escuro; ainda aquelas para se ouvir em pé, muitas dessas, tentando responder com ritmos corporais (a esses se deu o nome de dança). E todas têm (ou deveriam ter) como destino final o palco, pois é onde o artista apresenta-as em seu estado puro. Graças ao destino, vivemos uma época em que estas podem ser registradas em som e imagem, em um DVD como este "A Vida é Mesmo Agora", de Luiza Possi, que converte uma seleção de músicas em um registro de uma noite mágica.
A credencial é dada pelo astro especialmente convidado Herbert Vianna, líder dos Paralamas do Sucesso. Ao final de sua participação, onde toca e divide os vocais da sua "Quase um Segundo", diz: "Vê-la tão encantadora, talentosa e brindada pela natureza com esses dotes musicais está acima das palavras".
Coberto de razão. Pois se colocada de forma fria, os tantos predicados de Luiza fazem com que você espere menos dela. Com seus poucos 23 anos, quem a vê entrar no palco em passos suaves, rosto angelical, sob um tapete de pandeiro, bateria e piano suaves, com um longo vestido creme, poderia dar-se por satisfeito pela riqueza de arranjos e competência musical da banda que a acompanha. Mas nota a nota, segundo a segundo, ela faz valer o elogio de Herbert Vianna com uma voz que sai tão fácil quanto linda de sua boca.
Abre o show, gravado em agosto deste ano, no Teatro Municipal de Niterói, com um pout-pourri de "Gandaia das Ondas" e "Pedra e Areia", de Lenine, e "Iemanjá", do cancioneiro popular.
A abertura é sua carta de apresentação da noite e da fase atual, que teve início no álbum "Escuta", gravado no começo do ano passado. Com esse terceiro disco, ela deixou a veia pop de seu trabalho para mergulhar mais profundamente no mar azul, verde e amarelo da música POPular brasileira, em todos seus acentos, do samba à bossa nova, passando, por que não, pelo pop e rock.
Seus ouvidos não estão apenas voltados às fronteiras entre Oiapoque e Chuí. De Jorge Drexler e Kevin Johansen, registra no DVD uma versão de "No Voy a Ser Yo", que na mão de Paulinho Moska e na voz de Luiza virou "Eu, Não".
"Verão e Inferno", de Ana Carolina, com todas suas texturas e quebradas, vem na sequência, afinal "a vida é mesmo agora/Eu vou até o fim".
A noite em Niterói ganha clima de rhythm and blues com a música "Tudo Que Há de Bom".
Para "Escuta", de Ana Carolina, ela chama ao palco o violoncelista Marcio Malard e o teatro ganha o contraste brilhante entre a voz etérea de Luiza e a profundidade do instrumento de Malard.
Chico Buarque, ele mesmo, sugeriu que ela gravasse "Tango de Nanci". Luiza, ainda acompanhada de Malard, não o decepcionou. Nem ao público.
O responsável pelos arranjos e um dos diretores musicais do espetáculo, Paulo Calasans, arregaça as mangas e acompanha Luiza ao teclado em outra composição de Drexler, "Me Faz Bem", que é a música de trabalho do CD/DVD.
"Seu Nome", de Vander Lee, traz o flamenco à noite carioca. E a platéia acompanha às palmas "Dias Iguais".
"Miss Celie's Blues" é cantada como foi composta, em inglês, e o nome entrega o gênero pelo qual Luiza passeia seu canto.
Já "Coração de Papel", de Sérgio Reis, é completamente desmontada e reeleita pela voz da cantora e dois violões.
É o momento banquinho, violões e reforço de guitarra de Herbert Vianna, que a acompanha logo depois de "Calling You", aquela mesma, famosa no filme "Bagdad Cafe"- como entregue no começo do texto, Herbert oferece de bandeja metade de "Quase um Segundo" e agradece o bom tratamento com elogio que leva parte do público às lágrimas.
"Over the Rainbow" fecha o trecho "lúdico do show para encarar uma dura e triste realidade", como constata a cantora. E dá-lhe Itamar Assumpção e sua "Mulher Segundo Meu Pai", Moska, com "Não Diga que eu Não te Dei Nada", e Jorge Vercilo, em "Rastro de Cometa". Todas mergulhadas em suíngue e vibração.
"Oração ao Tempo", de Caetano Veloso, é novamente marcada pela textura do violoncelo de Malard. E a noite fecha com a chave dourada de Moska, "Último Adeus". "Escute meu último adeus, é assim que me despeço", canta Luiza. E o público aplaude de pé.